# حسد فود
حسد فود (انگلیسی: Hassad Food) شرکت سرمایه‌گذاری قطری است، که در سال ۲۰۰۸ تأسیس شد. حسد فود با تمرکز اولیه در زمینه کشاورزی فعال است. این شرکت هدف اعلام شده تأمین ۶۰ درصد از تقاضای غذای قطر را دارد.